# Isla Rukwanzi
La Isla Rukwanzi (en francés: Ile de Rukwanzi; en inglés: Rukwanzi Island) es una isla de unos 3 kilómetros cuadrados, situada en la parte sur del lago Alberto, en África Central. Está habitado por unas 1 000 personas, la mayoría de las cuales vive de la pesca.
Rukwanzi es objeto de una disputa territorial entre la República Democrática del Congo y Uganda, que están situados en lados opuestos del lago. A finales de julio, el Congo detuvo a cuatro soldados ugandeses, según dijo, porque habían cruzado la línea divisoria en el lago y el 3 de agosto de 2007, los ejércitos de los países se vieron involucrados en una escaramuza cerca de la isla, y un británico y un congoleño resultaron muertos en el curso del incidente. El 12 de agosto de 2007, la R.D del Congo ocupó la isla. Muchos de los antiguos 3 000 residentes de la isla abandonaron sus casas y se marcharon a tierra continental, debido a las condiciones inseguras y a una epidemia de cólera.